# Sonic the Hedgehog (TV-serie)
Sonic the Hedgehog (även kallad Sonic SatAM) var en animerad TV-serie, baserad på TV-spelet med samma namn. Serien visades ursprungligen i USA under åren 1993-1994.

## Handling
Handlingen kretsar kring igelkotten Sonic och hans kompisar som kämpar mot Dr. Robotnik, som med sina robotar och kumpaner erövrat planeten Mobius. Den tidigare tecknade TV-serien Adventures of Sonic the Hedgehog var mer humoristisk och mer ljus medan Sonic the Hedgehog hade en mörkare handling. Serien kom även ut som serietidning.
Serien producerades i två säsonger - en tredje var planerad men produktionen stoppades innan den kunde realiseras. Det sista avsnittet "The Doomsday Project" slutar med en cliffhanger som antyder en ny skurk för en kommande säsong. Totalt kom serien att omfatta 26 avsnitt.

## Avsnitt

### Säsong 1
- 1. Heads or Tails
- 2. Sonic Boom
- 3. Sonic and Sally
- 4. Ultra Sonic
- 5. Sonic and the Secret Scrolls
- 6. Super Sonic
- 7. Sonic Racer
- 8. Harmonic Sonic
- 9. Hooked on Sonic
- 10. Sonic's Nightmare
- 11. Warp Sonic
- 12. Sub-Sonic
- 13. Sonic Past Cool

### Säsong 2
- 14. Game Guy
- 15. Sonic Conversion
- 16. No Brainer
- 17. Blast to the Past (del 1)
- 18. Blast to the Past (del 2)
- 19. Fed up with Antoine/Ghost Busted
- 20. Dulcy
- 21. The Void
- 22. The Odd Couple/Ro-Becca
- 23. Cry of the Wolf
- 24. Drood Henge
- 25. Spyhog
- 26. The Doomsday Project

## Svenska röster i urval
- Sonic - Hans Jonsson
- Tails - Staffan Hallerstam
- Sally - Liza Öhman
- Bunny - Maria Weisby
- Nicole - Maria Weisby
- Rotor - Staffan Hallerstam
- Sir Charles - Carl Johan Rehbinder
- Snivley - Carl Johan Rehbinder
- Antoinne - Carl Johan Rehbinder
- Dr. Robotnik - Johan Hedenberg
- Dulcy - Sanna Ekman
- Naugus - Gunnar Ernblad
- unga Sonic - Samuel Elers-Svensson
- unga Sally - Elina Raeder
- Sallys Pappa - Staffan Hallerstam

### Fotnoter
1. ↑  Luke Owen (16 september 2014). ”Looking back at Sonic the Hedgehog (1993 – 1994)” (på engelska). Flickering Myth. http://www.flickeringmyth.com/2014/09/looking-back-sonic-hedgehog-1993-1994/. Läst 13 januari 2017.